# Látlak (film, 2018)
A Látlak (eredeti cím: I Still See You) 2018-ban bemutatott amerikai természetfeletti misztikus filmthriller, melyet Jason Fuchs forgatókönyvéből Scott Speer rendezett. A  történet alapjául Daniel Waters Break My Heart 1000 Times című regénye szolgált. A főszereplők Bella Thorne, Dermot Mulroney és Richard Harmon. 
Az Amerikai Egyesült Államokban 2018. október 11-én mutatták be. Magyarországon ugyanezen a napon került mozikba a szinkronos változat a Big Bang Media forgalmazásában.

## Cselekmény
A film középpontjában a tizenéves Ronnie áll. Egyik osztálytársával egy olyan árnyékvilágba esik, amely elhomályosítja az élők és halottak közti határokat. A páros kétségbeesetten kezd versenyt futni az idővel, hogy megállítsák a ravasz gyilkosokat.

## Szereplők
| Szerep                     | Színész           | Magyar hang        |
| -------------------------- | ----------------- | ------------------ |
| Ronnie Calder              | Bella Thorne      | Bogdányi Titanilla |
| Kirk Lane                  | Richard Harmon    | Fehér Tibor        |
| Mr. August Bittner         | Dermot Mulroney   | Varga Gábor        |
| Dr. Martin Steiner         | Louis Herthumy    | Rosta Sándor       |
| Anna Calder, Ronnie anyja  | Amy Price-Francis | Mohácsi Nóra       |
| Robert Calder, Ronnie apja | Shaun Benson      | Fekete Zoltán      |
| Brian                      | Thomas Elms       | Gacsal Ádám        |
| Janine                     | Sara Thompson     | Csifó Dorina       |
| Mathison                   | Hugh Dillon       |                    |

## A film készítése
2016 júliusában jelentették be Bella Thorne csatlakozását a szereplőgárdához. A rendező Scott Speer lett, a forgatókönyvíró Jason Fuchs lett, aki Daniel Myers író Break My Heart 1000 Times című regényét adaptálta. Paul Brooks a produceri feladatkört kapta meg, míg Scott Niemeyer, Brad Kessell és Fuchs vezető producerként foglaltak helyet. A film gyártója a Gold Circle Films lett.
A forgatás 2017 márciusában kezdődött. A film egyes jeleneteit a kanadai Winnipegben vették fel egy helyi iskolában. A városban található Arlington-hídról is készítettek felvételeket. A film Jewel Cityben játszódó jeleneteit Manitoba tartomány Carman nevű településén forgatták.

## Fordítás
- Ez a szócikk részben vagy egészben  az   I Still See You (film) című angol Wikipédia-szócikk ezen változatának fordításán alapul.  Az eredeti cikk szerkesztőit annak laptörténete sorolja fel. Ez a jelzés csupán a megfogalmazás eredetét és a szerzői jogokat jelzi, nem szolgál a cikkben szereplő információk forrásmegjelöléseként.